# لي شوان آنه
لي شوان آنه (بالفيتنامية: Lê Xuân Anh)‏ هو لاعب كرة قدم فيتنامي في مركز الدفاع، ولد في 26 يوليو 1991 في محافظة تان هوا في فيتنام. لعب مع Haiphong FC ‏.

## وصلات خارجية
- لي شوان آنه على موقع قاعدة بيانات كرة القدم.إي يو (الإنجليزية)
- لي شوان آنه على موقع Soccerway.com (الإنجليزية)